# 145534 Jhongda
145534 Jhongda este un asteroid din centura principală de asteroizi.

## Descriere
145534 Jhongda este un asteroid din centura principală de asteroizi. A fost descoperit pe 1 aprilie 2006 la Observatorul Lulin de Ting Chang Yang și Quan-Zhi Ye. Asteroidul prezintă o orbită caracterizată de o semiaxă mare de 2,71 ua, o excentricitate de 0,14 și o înclinație de 6,2° în raport cu ecliptica.